# Adelqui Migliar
Adelqui Migliar (5 de agosto de 1891 – 6 de agosto de 1956), também conhecido como Adelqui Millar, foi um ator, diretor, produtor e roteirista chileno. Ele atuou como ator em 31 filmes mudos entre 1916 e 1928. Também dirigiu 24 filmes entre 1922 e 1954.

## Filmografia selecionada
- 1924 Die Sklavenkönigin
- 1931 Luces de Buenos Aires
- 1939 Ambición
- 1939 Volver a vivir
- 1940 La carga de los valientes
- 1941 La quinta calumnia
- 1943 Oro en la mano
- 1947 El precio de una vida
- 1952 Marido de ocasión
- 1954 El domador